# Theridion indicum
Theridion indicum là một loài nhện trong họ Theridiidae.
Loài này thuộc chi Theridion. Theridion indicum được Benoy Krishna Tikader miêu tả năm 1977.